# Giải bóng chuyền nam Vô địch châu Á 2001
Giải bóng chuyền nam Vô địch châu Á 2001 là giải Vô địch châu Á, được tổ chức từ 9 đến 16 tháng 9 năm 2001 ở Changwon, Hàn Quốc.

## Địa điểm
- Changwon Indoor Gymnasium (Changwon)

## Bảng đấu
Các đội được gieo hạt giống dựa trên kết quả cuối cùng của họ tại Giải bóng chuyền nam Vô địch châu Á 1999.
| Bảng A                                                           | Bảng B                                       | Bảng C                                                                          | Bảng D                                                       |
| ---------------------------------------------------------------- | -------------------------------------------- | ------------------------------------------------------------------------------- | ------------------------------------------------------------ |
| Hàn Quốc (Chủ nhà & hạng 3) · Kazakhstan (Hạng 11) · Ả Rập Xê Út | Trung Quốc (hạng 1) · Ấn Độ (hạng 9) · Qatar | Úc (hạng 2) · Đài Bắc Trung Hoa (hạng 7) · Các Tiểu vương quốc Ả Rập Thống nhất | Nhật Bản (hạng 4) · Iran (hạng 5) · Hồng Kông · Uzbekistan * |

* Rút lui

## Vòng loại

### Bảng A
|      |             | Điểm | Trận đấu | Trận đấu | Set | Set | Set   | Điểm | Điểm | Điểm  |
| Hạng | Đội         | Điểm | T        | B        | T   | B   | Tỷ lệ | T    | B    | Tỷ lệ |
| ---- | ----------- | ---- | -------- | -------- | --- | --- | ----- | ---- | ---- | ----- |
| 1    | Hàn Quốc    | 4    | 2        | 0        | 6   | 0   | MAX   | 151  | 93   | 1.624 |
| 2    | Ả Rập Xê Út | 3    | 1        | 1        | 3   | 5   | 0.600 | 151  | 179  | 0.844 |
| 3    | Kazakhstan  | 2    | 0        | 2        | 2   | 6   | 0.333 | 154  | 184  | 0.837 |

| Ngày       | Giờ   |             | Điểm |             | Set 1 | Set 2 | Set 3 | Set 4 | Set 5 | Tổng    |
| ---------- | ----- | ----------- | ---- | ----------- | ----- | ----- | ----- | ----- | ----- | ------- |
| 09 tháng 9 | 14:30 | Kazakhstan  | 0–3  | Hàn Quốc    | 15–25 | 11–25 | 24–26 |       |       | 50–76   |
| 10 tháng 9 | 15:30 | Ả Rập Xê Út | 3–2  | Kazakhstan  | 25–21 | 25–19 | 23–25 | 19–25 | 16–14 | 108–104 |
| 11 tháng 9 | 13:30 | Hàn Quốc    | 3–0  | Ả Rập Xê Út | 25–17 | 25–14 | 25–12 |       |       | 75–43   |

### Bảng B
|      |            | Điểm | Trận đấu | Trận đấu | Set | Set | Set   | Điểm | Điểm | Điểm  |
| Hạng | Đội        | Điểm | T        | B        | T   | B   | Tỷ lệ | T    | B    | Tỷ lệ |
| ---- | ---------- | ---- | -------- | -------- | --- | --- | ----- | ---- | ---- | ----- |
| 1    | Trung Quốc | 4    | 2        | 0        | 6   | 2   | 3.000 | 183  | 146  | 1.253 |
| 2    | Ấn Độ      | 3    | 1        | 1        | 5   | 4   | 1.250 | 199  | 189  | 1.053 |
| 3    | Qatar      | 2    | 0        | 2        | 1   | 6   | 0.167 | 126  | 173  | 0.728 |

| Ngày       | Giờ   |            | Điểm |            | Set 1 | Set 2 | Set 3 | Set 4 | Set 5 | Tổng    |
| ---------- | ----- | ---------- | ---- | ---------- | ----- | ----- | ----- | ----- | ----- | ------- |
| 09 tháng 9 | 11:30 | Trung Quốc | 3–2  | Ấn Độ      | 22–25 | 25–19 | 25–20 | 21–25 | 15–12 | 108–101 |
| 10 tháng 9 | 11:30 | Qatar      | 0–3  | Trung Quốc | 17–25 | 12–25 | 16–25 |       |       | 45–75   |
| 11 tháng 9 | 11:30 | Ấn Độ      | 3–1  | Qatar      | 25–20 | 25–15 | 23–25 | 25–21 |       | 98–81   |

### Bảng C
|      |                                      | Điểm | Trận đấu | Trận đấu | Set | Set | Set   | Điểm | Điểm | Điểm  |
| Hạng | Đội                                  | Điểm | T        | B        | T   | B   | Tỷ lệ | T    | B    | Tỷ lệ |
| ---- | ------------------------------------ | ---- | -------- | -------- | --- | --- | ----- | ---- | ---- | ----- |
| 1    | Úc                                   | 4    | 2        | 0        | 6   | 0   | MAX   | 150  | 118  | 1.271 |
| 2    | Đài Bắc Trung Hoa                    | 3    | 1        | 1        | 3   | 3   | 1.000 | 137  | 132  | 1.038 |
| 3    | Các Tiểu vương quốc Ả Rập Thống nhất | 2    | 0        | 2        | 0   | 6   | 0.000 | 113  | 150  | 0.753 |

| Ngày       | Giờ   |                                      | Điểm |                                      | Set 1 | Set 2 | Set 3 | Set 4 | Set 5 | Tổng  |
| ---------- | ----- | ------------------------------------ | ---- | ------------------------------------ | ----- | ----- | ----- | ----- | ----- | ----- |
| 09 tháng 9 | 16:30 | Úc                                   | 3–0  | Các Tiểu vương quốc Ả Rập Thống nhất | 25–17 | 25–17 | 25–22 |       |       | 75–56 |
| 10 tháng 9 | 13:30 | Đài Bắc Trung Hoa                    | 0–3  | Úc                                   | 18–25 | 22–25 | 22–25 |       |       | 62–75 |
| 11 tháng 9 | 15:30 | Các Tiểu vương quốc Ả Rập Thống nhất | 0–3  | Đài Bắc Trung Hoa                    | 18–25 | 22–25 | 17–25 |       |       | 57–75 |

### Bảng D
|      |           | Điểm | Trận đấu | Trận đấu | Set | Set | Set   | Điểm | Điểm | Điểm  |
| Hạng | Đội       | Điểm | T        | B        | T   | B   | Tỷ lệ | T    | B    | Tỷ lệ |
| ---- | --------- | ---- | -------- | -------- | --- | --- | ----- | ---- | ---- | ----- |
| 1    | Nhật Bản  | 4    | 2        | 0        | 6   | 2   | 3.000 | 188  | 140  | 1.343 |
| 2    | Iran      | 3    | 1        | 1        | 5   | 3   | 1.667 | 179  | 150  | 1.193 |
| 3    | Hồng Kông | 2    | 0        | 2        | 0   | 6   | 0.000 | 73   | 150  | 0.487 |

| Ngày       | Giờ   |           | Điểm |           | Set 1 | Set 2 | Set 3 | Set 4 | Set 5 | Tổng    |
| ---------- | ----- | --------- | ---- | --------- | ----- | ----- | ----- | ----- | ----- | ------- |
| 09 tháng 9 | 18:30 | Hồng Kông | 0–3  | Iran      | 14–25 | 10–25 | 13–25 |       |       | 37–75   |
| 10 tháng 9 | 17:30 | Nhật Bản  | 3–0  | Hồng Kông | 25–15 | 25–6  | 25–15 |       |       | 75–36   |
| 11 tháng 9 | 17:30 | Iran      | 2–3  | Nhật Bản  | 25–23 | 27–25 | 20–25 | 20–25 | 12–15 | 104–113 |

## Tứ kết

### Bảng E
|      |                   | Điểm | Trận đấu | Trận đấu | Set | Set | Set   | Điểm | Điểm | Điểm  |
| Hạng | Đội               | Điểm | T        | B        | T   | B   | Tỷ lệ | T    | B    | Tỷ lệ |
| ---- | ----------------- | ---- | -------- | -------- | --- | --- | ----- | ---- | ---- | ----- |
| 1    | Hàn Quốc          | 6    | 3        | 0        | 9   | 1   | 9.000 | 248  | 185  | 1.341 |
| 2    | Úc                | 5    | 2        | 1        | 7   | 3   | 2.333 | 235  | 212  | 1.108 |
| 3    | Đài Bắc Trung Hoa | 4    | 1        | 2        | 3   | 7   | 0.429 | 218  | 242  | 0.901 |
| 4    | Ả Rập Xê Út       | 3    | 0        | 3        | 1   | 9   | 0.111 | 187  | 249  | 0.751 |

| Ngày       | Giờ   |             | Điểm |                   | Set 1 | Set 2 | Set 3 | Set 4 | Set 5 | Tổng  |
| ---------- | ----- | ----------- | ---- | ----------------- | ----- | ----- | ----- | ----- | ----- | ----- |
| 12 tháng 9 | 13:30 | Hàn Quốc    | 3–0  | Đài Bắc Trung Hoa | 25–19 | 25–16 | 25–22 |       |       | 75–57 |
| 12 tháng 9 | 15:30 | Úc          | 3–0  | Ả Rập Xê Út       | 25–15 | 25–22 | 25–15 |       |       | 75–52 |
| 13 tháng 9 | 13:30 | Hàn Quốc    | 3–1  | Úc                | 23–25 | 25–23 | 25–18 | 25–19 |       | 98–85 |
| 13 tháng 9 | 15:30 | Ả Rập Xê Út | 1–3  | Đài Bắc Trung Hoa | 25–21 | 22–25 | 19–25 | 26–28 |       | 92–99 |

### Bảng F
|      |            | Điểm | Trận đấu | Trận đấu | Set | Set | Set   | Điểm | Điểm | Điểm  |
| Hạng | Đội        | Điểm | T        | B        | T   | B   | Tỷ lệ | T    | B    | Tỷ lệ |
| ---- | ---------- | ---- | -------- | -------- | --- | --- | ----- | ---- | ---- | ----- |
| 1    | Nhật Bản   | 6    | 3        | 0        | 9   | 2   | 4.500 | 264  | 229  | 1.153 |
| 2    | Trung Quốc | 5    | 2        | 1        | 6   | 5   | 1.200 | 244  | 237  | 1.030 |
| 3    | Iran       | 4    | 1        | 2        | 5   | 8   | 0.625 | 274  | 282  | 0.972 |
| 4    | Ấn Độ      | 3    | 0        | 3        | 4   | 9   | 0.444 | 259  | 293  | 0.884 |

| Ngày       | Giờ   |            | Điểm |          | Set 1 | Set 2 | Set 3 | Set 4 | Set 5 | Tổng   |
| ---------- | ----- | ---------- | ---- | -------- | ----- | ----- | ----- | ----- | ----- | ------ |
| 12 tháng 9 | 17:30 | Trung Quốc | 3–0  | Iran     | 25–22 | 25–16 | 25–23 |       |       | 75–61  |
| 12 tháng 9 | 19:30 | Nhật Bản   | 3–0  | Ấn Độ    | 25–22 | 25–18 | 26–24 |       |       | 76–64  |
| 13 tháng 9 | 17:30 | Trung Quốc | 0–3  | Nhật Bản | 17–25 | 22–25 | 22–25 |       |       | 61–75  |
| 13 tháng 9 | 19:30 | Ấn Độ      | 2–3  | Iran     | 18–25 | 13–25 | 25–23 | 25–21 | 13–15 | 94–109 |

### Bảng G
|      |                                      | Điểm | Trận đấu | Trận đấu | Set | Set | Set   | Điểm | Điểm | Điểm  |
| Hạng | Đội                                  | Điểm | T        | B        | T   | B   | Tỷ lệ | T    | B    | Tỷ lệ |
| ---- | ------------------------------------ | ---- | -------- | -------- | --- | --- | ----- | ---- | ---- | ----- |
| 1    | Kazakhstan                           | 2    | 1        | 0        | 3   | 0   | MAX   | 78   | 66   | 1.182 |
| 2    | Các Tiểu vương quốc Ả Rập Thống nhất | 1    | 0        | 1        | 0   | 3   | 0.000 | 66   | 78   | 0.846 |

| Ngày       | Giờ   |            | Điểm |                                      | Set 1 | Set 2 | Set 3 | Set 4 | Set 5 | Tổng  |
| ---------- | ----- | ---------- | ---- | ------------------------------------ | ----- | ----- | ----- | ----- | ----- | ----- |
| 12 tháng 9 | 11:30 | Kazakhstan | 3–0  | Các Tiểu vương quốc Ả Rập Thống nhất | 25–18 | 25–22 | 28–26 |       |       | 78–66 |

### Bảng H
|      |           | Điểm | Trận đấu | Trận đấu | Set | Set | Set   | Điểm | Điểm | Điểm  |
| Hạng | Đội       | Điểm | T        | B        | T   | B   | Tỷ lệ | T    | B    | Tỷ lệ |
| ---- | --------- | ---- | -------- | -------- | --- | --- | ----- | ---- | ---- | ----- |
| 1    | Qatar     | 2    | 1        | 0        | 3   | 0   | MAX   | 75   | 52   | 1.442 |
| 2    | Hồng Kông | 1    | 0        | 1        | 0   | 3   | 0.000 | 52   | 75   | 0.693 |

| Ngày       | Giờ   |       | Điểm |           | Set 1 | Set 2 | Set 3 | Set 4 | Set 5 | Tổng  |
| ---------- | ----- | ----- | ---- | --------- | ----- | ----- | ----- | ----- | ----- | ----- |
| 13 tháng 9 | 11:30 | Qatar | 3–0  | Hồng Kông | 25–17 | 25–20 | 25–15 |       |       | 75–52 |

## Vị trí thứ 9–12
|  | Vị trí thứ 9–12                      | Vị trí thứ 9–12                      |                       |   | Vị trí thứ 9 | Vị trí thứ 9 |
|  |                                      |                                      |                       |   |              |              |
|  | 14 tháng 9 – Changwon                |                                      |                       |   |              |              |
|  |                                      |                                      |                       |   |              |              |
|  | Kazakhstan                           | 3                                    |                       |   |              |              |
|  | Kazakhstan                           | 3                                    | 15 tháng 9 – Changwon |   |              |              |
|  | Hồng Kông                            | 0                                    |                       |   |              |              |
|  | Hồng Kông                            | 0                                    | Kazakhstan            | 3 |              |              |
|  | 14 tháng 9 – Changwon                |                                      | Kazakhstan            | 3 |              |              |
|  |                                      | Các Tiểu vương quốc Ả Rập Thống nhất | 0                     |   |              |              |
|  | Qatar                                | Các Tiểu vương quốc Ả Rập Thống nhất | 0                     | 2 |              |              |
|  | Qatar                                |                                      |                       | 2 |              |              |
|  | Các Tiểu vương quốc Ả Rập Thống nhất | 3                                    |                       |   |              |              |
|  | Các Tiểu vương quốc Ả Rập Thống nhất | 3                                    | Vị trí thứ 11         |   |              |              |
|  |                                      |                                      |                       |   |              |              |
|  | 15 tháng 9 – Changwon                |                                      |                       |   |              |              |
|  |                                      |                                      |                       |   |              |              |
|  | Hồng Kông                            | 0                                    |                       |   |              |              |
|  | Hồng Kông                            | 0                                    |                       |   |              |              |
|  | Qatar                                | 3                                    |                       |   |              |              |

### Bán kết
| Ngày       | Giờ   |            | Điểm |                                      | Set 1 | Set 2 | Set 3 | Set 4 | Set 5 | Tổng    |
| ---------- | ----- | ---------- | ---- | ------------------------------------ | ----- | ----- | ----- | ----- | ----- | ------- |
| 14 tháng 9 | 14:00 | Kazakhstan | 3–0  | Hồng Kông                            | 25–12 | 25–11 | 25–14 |       |       | 75–37   |
| 14 tháng 9 | 16:00 | Qatar      | 2–3  | Các Tiểu vương quốc Ả Rập Thống nhất | 27–29 | 25–22 | 25–20 | 21–25 | 12–15 | 110–111 |

### Vị trí thứ 11
| Ngày       | Giờ   |           | Điểm |       | Set 1 | Set 2 | Set 3 | Set 4 | Set 5 | Tổng  |
| ---------- | ----- | --------- | ---- | ----- | ----- | ----- | ----- | ----- | ----- | ----- |
| 15 tháng 9 | 10:00 | Hồng Kông | 0–3  | Qatar | 13–25 | 11–25 | 19–25 |       |       | 43–75 |

### Vị trí thứ 9
| Ngày       | Giờ   |            | Điểm |                                      | Set 1 | Set 2 | Set 3 | Set 4 | Set 5 | Tổng  |
| ---------- | ----- | ---------- | ---- | ------------------------------------ | ----- | ----- | ----- | ----- | ----- | ----- |
| 15 tháng 9 | 12:00 | Kazakhstan | 3–0  | Các Tiểu vương quốc Ả Rập Thống nhất | 25–19 | 25–22 | 25–13 |       |       | 75–54 |

## Vị trí thứ 5–8
|  | Vị trí thứ 5–8        | Vị trí thứ 5–8 |                       |   | Vị trí thứ 5 | Vị trí thứ 5 |
|  |                       |                |                       |   |              |              |
|  | 15 tháng 9 – Changwon |                |                       |   |              |              |
|  |                       |                |                       |   |              |              |
|  | Đài Bắc Trung Hoa     | 3              |                       |   |              |              |
|  | Đài Bắc Trung Hoa     | 3              | 16 tháng 9 – Changwon |   |              |              |
|  | Ấn Độ                 | 0              |                       |   |              |              |
|  | Ấn Độ                 | 0              | Đài Bắc Trung Hoa     | 1 |              |              |
|  | 15 tháng 9 – Changwon |                | Đài Bắc Trung Hoa     | 1 |              |              |
|  |                       | Iran           | 3                     |   |              |              |
|  | Ả Rập Xê Út           | Iran           | 3                     | 1 |              |              |
|  | Ả Rập Xê Út           |                |                       | 1 |              |              |
|  | Iran                  | 3              |                       |   |              |              |
|  | Iran                  | 3              | Vị trí thứ 7          |   |              |              |
|  |                       |                |                       |   |              |              |
|  | 16 tháng 9 – Changwon |                |                       |   |              |              |
|  |                       |                |                       |   |              |              |
|  | Ấn Độ                 | 3              |                       |   |              |              |
|  | Ấn Độ                 | 3              |                       |   |              |              |
|  | Ả Rập Xê Út           | 2              |                       |   |              |              |

### Bán kết
| Ngày       | Giờ   |                   | Điểm |       | Set 1 | Set 2 | Set 3 | Set 4 | Set 5 | Tổng   |
| ---------- | ----- | ----------------- | ---- | ----- | ----- | ----- | ----- | ----- | ----- | ------ |
| 15 tháng 9 | 18:00 | Đài Bắc Trung Hoa | 3–0  | Ấn Độ | 25–20 | 26–24 | 25–20 |       |       | 76–64  |
| 15 tháng 9 | 20:00 | Ả Rập Xê Út       | 1–3  | Iran  | 27–25 | 25–27 | 11–25 | 16–25 |       | 79–102 |

### Vị trí thứ 7
| Ngày       | Giờ   |       | Điểm |             | Set 1 | Set 2 | Set 3 | Set 4 | Set 5 | Tổng    |
| ---------- | ----- | ----- | ---- | ----------- | ----- | ----- | ----- | ----- | ----- | ------- |
| 16 tháng 9 | 14:00 | Ấn Độ | 3–2  | Ả Rập Xê Út | 30–32 | 25–22 | 25–16 | 22–25 | 16–14 | 118–109 |

### Vị trí thứ 5
| Ngày       | Giờ   |                   | Điểm |      | Set 1 | Set 2 | Set 3 | Set 4 | Set 5 | Tổng   |
| ---------- | ----- | ----------------- | ---- | ---- | ----- | ----- | ----- | ----- | ----- | ------ |
| 16 tháng 9 | 16:00 | Đài Bắc Trung Hoa | 1–3  | Iran | 14–25 | 20–25 | 28–26 | 23–25 |       | 85–101 |

## Vòng cuối cùng
|  | Bán kết               | Bán kết |                       |   | Chung kết | Chung kết |
|  |                       |         |                       |   |           |           |
|  | 15 tháng 9 – Changwon |         |                       |   |           |           |
|  |                       |         |                       |   |           |           |
|  | Hàn Quốc              | 3       |                       |   |           |           |
|  | Hàn Quốc              | 3       | 16 tháng 9 – Changwon |   |           |           |
|  | Trung Quốc            | 0       |                       |   |           |           |
|  | Trung Quốc            | 0       | Hàn Quốc              | 3 |           |           |
|  | 15 tháng 9 – Changwon |         | Hàn Quốc              | 3 |           |           |
|  |                       | Úc      | 1                     |   |           |           |
|  | Úc                    | Úc      | 1                     | 3 |           |           |
|  | Úc                    |         |                       | 3 |           |           |
|  | Nhật Bản              | 0       |                       |   |           |           |
|  | Nhật Bản              | 0       | Vị trí thứ 3          |   |           |           |
|  |                       |         |                       |   |           |           |
|  | 16 tháng 9 – Changwon |         |                       |   |           |           |
|  |                       |         |                       |   |           |           |
|  | Trung Quốc            | 1       |                       |   |           |           |
|  | Trung Quốc            | 1       |                       |   |           |           |
|  | Nhật Bản              | 3       |                       |   |           |           |

### Bán kết
| Ngày       | Giờ   |          | Điểm |            | Set 1 | Set 2 | Set 3 | Set 4 | Set 5 | Tổng  |
| ---------- | ----- | -------- | ---- | ---------- | ----- | ----- | ----- | ----- | ----- | ----- |
| 15 tháng 9 | 14:00 | Hàn Quốc | 3–0  | Trung Quốc | 25–22 | 25–16 | 25–22 |       |       | 75–60 |
| 15 tháng 9 | 16:00 | Úc       | 3–0  | Nhật Bản   | 25–23 | 25–20 | 25–17 |       |       | 75–60 |

### Vị trí thứ 3
| Ngày       | Giờ   |            | Điểm |          | Set 1 | Set 2 | Set 3 | Set 4 | Set 5 | Tổng  |
| ---------- | ----- | ---------- | ---- | -------- | ----- | ----- | ----- | ----- | ----- | ----- |
| 16 tháng 9 | 18:00 | Trung Quốc | 1–3  | Nhật Bản | 17–25 | 22–25 | 25–23 | 19–25 |       | 83–98 |

### Chung kết
| Ngày       | Giờ   |          | Điểm |    | Set 1 | Set 2 | Set 3 | Set 4 | Set 5 | Tổng  |
| ---------- | ----- | -------- | ---- | -- | ----- | ----- | ----- | ----- | ----- | ----- |
| 16 tháng 9 | 20:00 | Hàn Quốc | 3–1  | Úc | 25–18 | 25–23 | 21–25 | 25–17 |       | 96–83 |

## Bảng xếp hạng
| Hạng | Đội                                  |
| ---- | ------------------------------------ |
| 1    | Hàn Quốc                             |
| 2    | Úc                                   |
| 3    | Nhật Bản                             |
| 4    | Trung Quốc                           |
| 5    | Iran                                 |
| 6    | Đài Bắc Trung Hoa                    |
| 7    | Ấn Độ                                |
| 8    | Ả Rập Xê Út                          |
| 9    | Kazakhstan                           |
| 10   | Các Tiểu vương quốc Ả Rập Thống nhất |
| 11   | Qatar                                |
| 12   | Hồng Kông                            |

|  | Đủ điều kiện cho 2001 World Grand Champions Cup |

| Vô địch nam châu Á 2001 |
| ----------------------- |
| · Hàn Quốc · Lần 3      |

## Giải thưởng
- MVP:  Shin Jin-sik
- Best Scorer:  Benjamin Hardy
- Best Spiker:  Lee Kyung-soo
- Best Blocker:  Daniel Howard
- Best Server:  Shin Jin-sik
- Best Setter:  Choi Tae-woong
- Best Digger:  Kenji Yamamoto
- Best Receiver:  Yeo Oh-hyun